# Філіп Флемінг (банкір)
Філіп Флемінг (англ. Philip Fleming, 15 серпня 1889 — 13 жовтня 1971) — британський академічний веслувальник.
Олімпійський чемпіон 1912 року в складі вісімки.

## Життєпис
Філіп Флемінг, який отримав освіту в коледжі Ітона та Магдалини в Оксфорді, лише один раз брав участь в університетських човнових перегонах 1910 року.
У Стокгольмі в 1912 році він став чемпіоном у складі вісімки.
Під час Першої світової війни Флемінг служив в оксфордширських королівських гусарах, де одним із його товаришів по службі був Вінстон Черчилль. Він був одним із засновників торговельного банку, який носить його ім'я, і обіймав численні посади директорів, багато з яких він залишив незадовго до своєї смерті. Він одружився із Джин, донькою Філіпа Ганлоука, бронзового призера Олімпіади 1908 року з вітрильного спорту. Брат Флемінга Валентин був консервативним депутатом від Генлі та був батьком творця Джеймса Бонда Яна Флемінга.